# Bertiera rugosa
Bertiera rugosa är en måreväxtart som beskrevs av Bengt Lennart Andersson och Claes Håkan Persson. Bertiera rugosa ingår i släktet Bertiera och familjen måreväxter. Inga underarter finns listade i Catalogue of Life.